# Orikum
Orikum ([ɔɾikum]; bepaalde vorm: Orikumi) is na de gemeentelijke herinrichting van 2015 een deelgemeente (njësitë administrative përbërëse) van de Albanese stad (bashkia) Vlorë en telt 5500 inwoners. De dorpen Dukat, Dukat Fshat, Tragjas en Radhimë maken deel uit van Orikum.
Orikum ligt net ten zuiden van prefectuurshoofdstad Vlorë, aan het zuidoostelijke uiteinde van de Golf van Vlorë. Vandaar strekt de deelgemeente zich uit richting het zuidelijke binnenland, tot aan de Llogarapas, waarover de nationale weg SH8 toegang verschaft tot de Albanese Rivièra (met Himarë) en het nog zuidelijker gelegen Sarandë. Vandaag de dag is Orikum onder meer bekend vanwege haar marinebasis, Pashaliman, een van de twee belangrijkste bases van de Albanese marine. De site wordt al duizenden jaren als haven gebruikt, en deed tijdens de communistische periode dienst als de enige Sovjetbasis in het Middellandse Zeegebied.

## Geschiedenis

### Oricum
De naam van de stad is afgeleid van die van het in de zesde eeuw voor Christus gestichte Oricum, een Griekse kolonie die op een heuvel vlak bij de kust lag, vier kilometer ten westen van de huidige stadskern. Oricum beschikte onder meer over een akropolis en een theater. De stad werd vanwege haar strategische ligging, tussen bergpassen in het noorden en zuiden en met een weids zicht vanop Karaburun, vooral gebruikt als militaire basis.
Omdat de hedendaagse opgravingen op het gebied van de militaire basis Pashaliman worden uitgevoerd, is het niet eenvoudig de blootgelegde resten van de nederzetting te bezoeken. De zichtbare ruïnes dateren van de eerste eeuw na Christus en later.

### Slag van Gjorm
In de Tweede Wereldoorlog werd er tijdens de Slag van Gjorm, tussen de Italianen en Albanese verzetsgroeperingen, gevochten in onder meer Dukat en Tragjas. Beide plaatsjes maken deel uit van de hedendaagse deelgemeente Orikum.

## Geografie

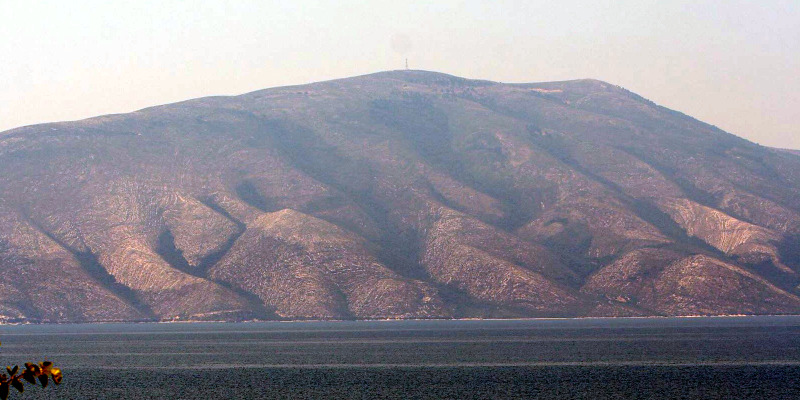
Het ruwe oppervlak van Karaburun

Orikum beslaat een oppervlakte van bijna 314 vierkante kilometer. Afgezien van de kustlijn en buiten het stadscentrum is de gemeente Orikum overwegend landelijk en bergachtig. De Maja e Çikës, in het zuiden van Orikum, is met een hoogte van 2045 meter het hoogste punt van de gemeente.
Zowel Karaburun als Sazan zijn onbewoond maar worden gebruikt door de Albanese strijdkrachten. De Kaap Glossa (Kepi i Gjuhëzës) in het uiterste noordwesten van Karaburun is het westelijkste punt van het Albanese vasteland; Sazan het westelijkste punt van het hele Albanese grondgebied. Tussen de historische site Oricum en Orikums stadscentrum ligt de Laguna e Pashalimanit. Orikum telt een aantal natuurgebieden, waaronder het Nationaal Park Llogara en het Nationaal Marien Park Karaburun-Sazan. Het laatste park, dat het grootste deel van de kustlijnen van Karaburun en Sazan omvat, is het enige mariene park van Albanië.
Van de inwoners van de deelgemeente wonen er slechts een 5500-tal in de Orikum zelf. De overigen wonen in de tot de deelgemeente behorende dorpen Dukat, Dukat Fshat, Tragjas en  Radhimë.

## Toerisme en bezienswaardigheden
De fijne kiezelstranden aan de Golf van Vlorë (ruwweg een kilometer van het stadscentrum verwijderd) en de stad zelf hebben zich de jongste jaren fel toeristisch ontwikkeld; er werden talrijke hotels, appartementsblokken en restaurants gebouwd. De jachthaven van Orikum, die in 2004 werd geopend, was de eerste toeristische jachthaven van het land. In het weekend is Orikum met name populair onder dagjesmensen uit Vlorë. Toegang tot de archeologische opgravingen in Oricum moet op voorhand worden aangevraagd bij de leiding van de site in haar kantoor in de binnenstad.
Ten zuidwesten van Orikum, enigszins afgelegen op een heuvel te midden van een moeras, staat de Marmirokerk, een Religieus Cultureel Monument van Albanië. De kerk dateert, afhankelijk van de bron, van de 10e of de 13e eeuw. In Tragjas bevindt zich het Kasteel van Gjon Boçari, genoemd naar een vooraanstaande familie uit het dorp.
De kustlijn van Karaburun wordt gekenmerkt door ongerepte zandstranden en een aantal zeegrotten, waaronder de Grot van Haxhi Aliu (de grootste zeegrot van Albanië) en de Grot van Dukë Gjoni. Op een rotswand in de westelijke baai Gjiri i Gramës staan eeuwenoude inscripties en afbeeldingen — de oudste uit de vierde eeuw —, afkomstig van voorbijvarende zeelieden die in de baai halt hielden.

## Geboren
- Skënder Muço (1904-1944), verzetsstrijder (Tragjas)
- Ismail Boçari (1917), medicus en verzetsstrijder (Tragjas)
- Skënder Hasko (1936), schrijver (Dukat)